# Денмезер, Дениз
Дениз Эрен Денмезер (тур. Deniz Eren Dönmezer; род. 21 сентября 2008, Хатай) — турецкий футболист, вратарь клуба «Адана Демирспор».

## Клубная карьера
Начинал свою карьеру в академиях клубов «Чукурова Демирспор» и «Адана Демирспор». Из-за финансовых проблем, возникших в «Адана Демирспор» в сезоне 2023/24, голкипера стали привлекать к тренировкам и матчам первой команды. 17 мая 2024 года он дебютировал во взрослом футболе, заменив Шахрудина Мухаммадалиева в концовке встречи чемпионата Турции с «Антальяспором». Это была единственная игра вратаря в его первом сезоне на взрослом уровне. 10 августа 2024 года Дениз впервые сыграл в стартовом составе «Адана Демирспор», целиком отыграв матч Суперлиги против «Фенербахче» и пропустив гол от Эдина Джеко, который принёс поражение его команде.

## Международная карьера
Представляет Турцию на юношеском уровне. В 2022 году защищал цвета сборных страны до 14 и до 15 лет. С 2023 года является членом национальной команды до 16 лет, в составе которой принял участие в 5 матчах и пропустил 10 голов.